# Ligue de diamant 2011 - 800 m féminin
L'épreuve du 800 mètres féminin de la Ligue de diamant 2011 se déroule du 15 mai au 8 septembre 2011. La compétition fait successivement étape à Shanghai, Eugene, Oslo, Paris, Stockholm et Londres, la finale ayant lieu à Zurich peu après les Championnats du monde de Daegu.

## Calendrier
| Date             | Meeting             | Ville     | Pays        |
| ---------------- | ------------------- | --------- | ----------- |
| 15 mai 2011      | Golden Grand Prix   | Shanghai  | Chine       |
| 4 juin 2011      | Prefontaine Classic | Eugene    | États-Unis  |
| 9 juin 2011      | Bislett Games       | Oslo      | Norvège     |
| 8 juillet 2011   | Meeting Areva       | Paris     | France      |
| 29 juillet 2011  | DN Galan            | Stockholm | Suède       |
| 5-6 aout 2011    | London Grand Prix   | Londres   | Royaume-Uni |
| 8 septembre 2011 | Weltklasse          | Zurich    | Suisse      |

## Résultats
| Date | Meeting   | 1er                                 | 1er   | 2e                                 | 2e    | 3e                                | 3e    |
| --- | --------- | ----------------------------------- | ----- | ---------------------------------- | ----- | --------------------------------- | ----- |
| 15 mai 2011 | Shanghai  | Jennifer Meadows 2 min 00 s 54      | 4 pts | Malika Akkaoui 2 min 01 s 45       | 2 pts | Angelika Cichocka 2 min 01 s 75   | 1 pt  |
| 4 juin 2011 | Eugene    | Kenia Sinclair 1 min 58 s 29 (WL)   | 4 pts | Caster Semenya 1 min 58 s 88 (SB)  | 2 pts | Janeth Jepkosgei 1 min 59 s 15    | 1 pt  |
| 9 juin 2011 | Oslo      | Halima Hachlaf 1 min 58 s 27 (WL)   | 4 pts | Mariya Savinova 1 min 58 s 44 (SB) | 2 pts | Caster Semenya 1 min 58 s 61 (SB) | 1 pt  |
| 8 juillet 2011 | Paris     | Caster Semenya 2 min 00 s 18        | 4 pts | Halima Hachlaf 2 min 00 s 60       | 2 pts | Jennifer Meadows 2 min 00 s 74    | 1 pt  |
| 29 juillet 2011 | Stockholm | Kenia Sinclair 1 min 58 s 21 (SB)   | 4 pts | Malika Akkaoui 1 min 59 s 75 (PB)  | 2 pts | Yuneysi Santiusti 2 min 00 s 06   | 1 pt  |
| 5-6 aout 2011 | Londres   | Jennifer Meadows 1 min 58 s 60 (SB) | 4 pts | Kenia Sinclair 1 min 59 s 16       | 2 pts | Lucia Klocová 1 min 59 s 65       | 1 pt  |
| 8 septembre 2011 | Zurich    | Mariya Savinova 1 min 58 s 27       | 8 pts | Alysia Montaño 1 min 58 s 41       | 4 pts | Jennifer Meadows 1 min 58 s 92    | 2 pts |
| Records et Performances - AR : Record continental (area record) - CR : Record des championnats (championship record) - MR : Record du meeting (meet record) - NR : Record national (national record) - OR : Record olympique (olympic record) - PR : Record paralympique (paralympic record) - PB : Record personnel (personal best) - SB : Meilleure performance personnelle de la saison (season's best) - WL : Meilleure performance mondiale de l'année (world leader) - WJR : Record du monde junior (world junior record) - WR : Record du monde (world record) Circonstances et Conditions - DNF : N'a pas terminé (did not finish) - DNS : N'a pas pris le départ (did not start) - DQ : Disqualification (disqualification) - NM : Aucun essai valable enregistré (No Mark) - Q : Qualifié « directement » au prochain tour (ou à la prochaine compétition), lors d'une compétition majeure, grâce au classement ou à la réalisation des minima (automatic qualifier) - q : Qualifié au prochain tour (ou à la prochaine compétition), lors d'une compétition majeure, grâce au repêchage ou à la réalisation de l'une des meilleures performances parmi celles des « non qualifiés directement » (grâce au meilleur temps ou à la meilleure distance par exemple) (secondary qualifier) |           |                                     |       |                                    |       |                                   |       |

## Classement général
- Classement final[1] :

| Rang | Athlète          | Points |
| ---- | ---------------- | ------ |
| 1    | Jennifer Meadows | 11     |
| 2    | Kenia Sinclair   | 10     |
| 3    | Mariya Savinova  | 10     |
| 4    | Caster Semenya   | 7      |
| 5    | Halima Hachlaf   | 6      |
| 6    | Alysia Montaño   | 4      |
| 7    | Malika Akkaoui   | 4      |
| 8    | Janeth Jepkosgei | 1      |